# Manuel Benayas Portocarrero
Manuel Benayas Portocarrero (Torrijos, 1850-Madrid, 13 de junio de 1924) fue un político español, diputado y senador; director general de registros y notarías.

## Biografía
Nacido en Torrijos en 1850, su familia se había enriquecido durante la desamortización de Mendizábal, adquiriendo propiedades en diversos lugares de la provincia. Estudió derecho en Universidad Central de Madrid. En 1869, con solamente 19 años ingresó en la Real Academia de Jurisprudencia, siendo nombrado poco después Secretario Segundo y más tarde Secretario Primero. Fue hombre que ejerció la política representando a Torrijos y a Toledo en diversas legislaturas, llegando a ser nombrado senador vitalicio. Siempre perteneció al Partido Liberal, primero con Sagasta y más adelante con Canalejas y García Prieto. Desde 1876, en que el distrito de Torrijos le eligió diputado a Cortes, hasta su fallecimiento, fue defensor en las cámaras de la provincia de Toledo, primero en el Congreso hasta 1910, y a partir de esa fecha en el Senado como senador por elección, y desde 1916 senador vitalicio. Fue Subsecretario de la Gobernación en el gobierno presidido por Sagasta. Fue gobernador civil en las provincias de Badajoz y Córdoba. Fue nombrado director general de Registros y Notarías mediante decreto firmado por la reina regente, María Cristina de Habsburgo, en 1892. Falleció el 13 de junio de 1924 en Madrid, siendo su cadáver trasladado a Torrijos.